# Eunapius nitens
Eunapius nitens är en svampdjursart som först beskrevs av Carter 1881.  Eunapius nitens ingår i släktet Eunapius och familjen Spongillidae. Inga underarter finns listade i Catalogue of Life.